# Erithacinae
Erithacinae — підродина горобцеподібних птахів родини мухоловкових (Muscicapidae). Включає 38 видів в 11 родах. Майже всі види поширені в Африці, лише три види вільшанок трапляються в Євразії.

## Зовнішній вигляд
Представники підродини — невеликі птахи компактної статури. У більшості видів шия і груди червонуваті. Вони мають сильні ноги, оскільки пересуваються по землі, стрибаючи на обох ногах.

## Спосіб життя
Живуть ці птахи в лісах. Вони будують гнізда у формі чаші на землі або в дуплі дерева, тріщині пня чи іншій порожнині. Живляться комахами, личинками та іншими безхребетними. Вони влаштовуються на низькій гілці і спостерігають за околицями, помічаючи жертву. Живляться в основному на землі. Також здобич шукають, стрибаючи та оглядаючи місцевість.

## Роди
- Вільшанка (Erithacus) — 1 вид
- Родезійська колоратка (Swynnertonia) — 1 вид
- Чорногорла колоратка (Pogonocichla) — 1 вид
- Колоратка (Stiphrornis) — 1 вид
- Малий золотокіс (Cossyphicula) — 1 вид
- Червеняк (Chamaetylas) — 4 види
- Золотокіс (Cossypha) — 8 видів
- Тирч (Cichladusa) — 3 види
- Строкатий золотокіс (Xenocopsychus) — 1 вид
- Dessonornis — 4 види
- Акалат (Sheppardia) — 11 видів